# Charaxes subornatus
Charaxes subornatus är en fjärilsart som beskrevs av Schultze 1914. Charaxes subornatus ingår i släktet Charaxes och familjen praktfjärilar. Inga underarter finns listade i Catalogue of Life.

## Bildgalleri

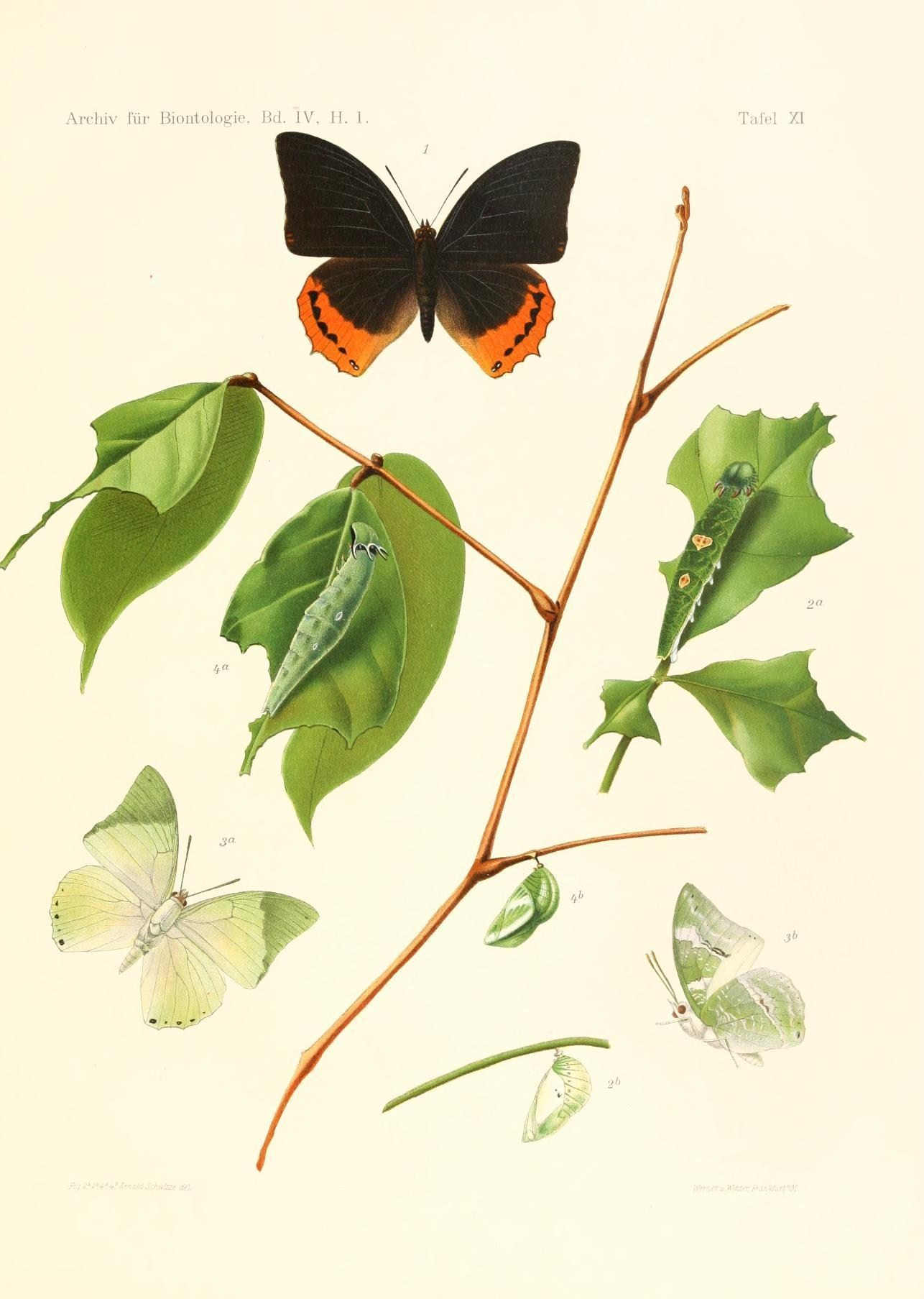